# ریسا هایامیزو
ریسا هایامیزو (انگلیسی: Risa Hayamizu؛ زادهٔ ۲۸ فوریهٔ ۱۹۷۵) صداپیشگی در ژاپن، و بازیگر اهل ژاپن است.